# 同盟者戰爭 (前220年–前217年)
同盟者戰爭（Social War），發生於希臘化時代的希臘，時間從前220年到前217年之間。主要是由馬其頓腓力五世率領導的泛希臘聯盟對抗埃托利亞同盟、斯巴達、厄利斯的戰爭。並在前217年雙方簽訂諾帕克特斯和約。

## 來源
- The Hellenistic world from Alexander to the Roman conquest By M. M. Austin  Pages 152-156 ISBN 0-521-53561-1